# Вид десять-С (Дискавері)
Вид десять-С (Species Ten-C) — п'ятдесят четвертий епізод американського телевізійного серіалу «Зоряний шлях: Дискавері» та 12-й в четвертому сезоні. Епізод написав Кайл Джарроу, режисер Олатунде Осунсанмі. Перший показ відбувся 10 березня 2022 року.

## Зміст
«Дискавері» наближається до силового поля і зупиняється за 250.000 кілометрів. Корабель викликає на всіх частлтах — жодної відповіді. «Discovery» підходить до гіперполя впритул і випускає вуглеводень з планети 10-С, що символізує мир, на гіперполе. Корабельний комп'ютер повідомляє — у її системі є щось невраховане. Невдовзі корабель втягують у структуру через гігантську мембрану й оточують полем з невідомої речовини.
Всередині силового поля знаходиться сонячна система — три газові гіганти. Лейтенантка Ріно на кораблі Бука готується здійснити провокацію. «Дискавері» як подарунок телепортує частки бороніту. Представники Виду 10-C відповідають більшою кількістю вуглеводнів і світловим малюнком, який екіпаж розшифровує як «мову мосту», подібну до лінкоса, яка використовує математичні рівняння. 10-C — перебуваючи за шкалою Кардашова на значно вищому рівні — використовує мову, схожу на музику чи емоції. Інженерка повідомлє Бука — Тарку засліпили почуття і його розрахунки неправильні. Букер переконується — Тарка збрехав і надіється на волю випадку; між ними виникає протистояння. 10-С повертається та запитує, чому АЧМ було знищено зброєю Тарки, і екіпаж може висловити свій страх перед аномалією. На кораблі Бука Тарка планує використати Ндоє, щоб запалити потік плазми з «Дискавері» що дозволить їм вирватися з кулі та летіти прямо до джерела живлення АЧМ. Ріно розуміє, що якщо Тарка візьме джерело енергії зараз, це знищить гіперполе та все всередині нього та, ймовірно, все одно знищить Землю та Ні'Вар. Бук сперечається з Таркою щодо цього, але Тарка використовує свої оновлення корабля, щоб стримати Бука.
Сару і Майкл щоб зняти емоційну напругу кричать один на одного. Науковці не можуть знайти Рено в інженерному відсіку. Коли екіпаж «Дискавері» намагається попросити 10-C відкликати АЧМ, Ндоє виконує план Тарки, і корабель Бука втікає. Члени 10-C перестають спілкуватися. Рено може надіслати повідомлення Бернем з поясненням плану Тарки.
До катастрофи лишається 4 години.

## Виробництво
Активна розробка сезону почалася в січні 2020 року. На написання було витрачено більше часу, ніж у попередніх сезонах, через пандемію COVID-19, яка надихнула на космічну аномалію, з якою герої стикаються в сезоні. Нова роль Бернем як капітана також вивчається після її підвищення в кінці третього сезону. Четвертий сезон було офіційно оголошено в жовтні 2020 року, а зйомки проходили в Торонто, Канада, з листопада 2020 року по серпень 2021 року. Для забезпечення безпеки під час пандемії було застосовано нові знімальні процеси, що спричинило деякі затримки виробництва. Відеостіна була побудована для зйомки перед комп'ютерним фоном у реальному часі.

## Сприйняття та відгуки
Станом на грудень 2022 року на сайті «IMDb» серія отримала 6.5 бала підтримки з можливих 10 при 1557 голосах користувачів.
В огляді для «Den of Geek» Лейсі Богер відзначила: «Звичайно, ваші досягнення можуть відрізнятися залежно від того, чи вважаєте ви, як шоу обирає для ілюстрації 10-C як концепції — як істот, саме існування яких вважається настільки розвиненим, що ми не можемо зрозуміти, і чиї фізичні форми ми ніколи не маємо. навіть повністю побачити — ефективний з візуальної точки зору чи з огляду на суть оповідання. Але для мене рішення огорнути цих істот таємницею ефективно передає, наскільки вони далекі від наших очікувань і розуміння. І наскільки ми насправді малі, незважаючи на нашу гордовитість щодо власної важливості у більшому всесвіті».
Для «Tor.com» Кейт ДеКандідо зазначено: «„Species Ten-C“ — це, в основному, повернення до форми. Я з нетерпінням чекаю, як вони вирішать цю проблему та збережуть хороший старт із 10C.»
В огляді «Space.com» зазначено: «Хоча процес розшифровки мови виду 10-C зазвичай може тривати кілька днів або тижнів, на щастя, у екіпажу „Діскавері“ є „Зора“. І хоча цей елемент історії значно пришвидшився, він усе ще добре працює. Цей епізод чудово освітлений і сфотографований, а продуктивність „Дискавері“ завжди була високою (також повною мірою використовується стіна AR.) Це лише деякі зауваги, і не всі, але дешо з описаного підводить до роздумів. Випадкові порушення в цьому ключі можна було б не помічати, але „Дискавері“ є таким рецидивістом, що важко дати йому пропуск.»

## Знімались
| Актор               | Роль                |
| ------------------- | ------------------- |
| Сонеква Мартін-Грін | Майкл Бернем        |
| Даг Джонс           | Сару                |
| Ентоні Репп         | Пол Стамец          |
| Вілсон Круз         | Гаг Калбер          |
| Блу дель Барріо     | Адіра               |
| Тіг Нотаро          | Джетт Рено          |
| Девід Аджала        | Клівленд Букер      |
| Шон Дойл            | Руон Тарка          |
| Хелаг Горнсдал      | Лара Ріллак         |
| Тара Рослінг        | Т'Ріна              |
| Аннабелль Волліс    | Зора                |
| Хіро Канагава       | Хіраі               |
| Пумзіле Сітоле      | Ндойє               |
| Емілі Коутс         | Кейла Детмер        |
| Патрік Квок-Чун     | Ріс                 |
| Оїн Оладежо         | Джоанн Овосекун     |
| Сара Мітіч          | лейтенантка Нільсон |
| Орвілл Каммінгс     | лейтенант Крістофер |